# 범함수 적분
범함수 적분(영어: Functional integration)은 적분의 영역이 함수 공간인 적분이다. 범함수 적분은 확률, 편미분방정식 연구, 입자 및 장의 양자역학에 대한 경로 적분 방식에서 발생한다.
일반적으로 적분(르베그 적분의 의미에서)에는 적분 할 함수(피적분 함수)와 함수를 적분 할 공간 영역(적분 영역)이 있다. 적분 과정은 적분 영역의 각 점에 대한 피적분 값을 더하는 것으로 구성된다. 이 절차를 엄밀하게 만들려면 적분 영역을 더 작은 영역으로 나누는 극한 과정이 필요하다. 각각의 작은 영역에 대해 피적분 값은 크게 다를 수 없으므로 단일 값으로 대체될 수 있다. 범함수 적분에서 적분 영역은 함수들의 공간이다. 각 함수에 대해 피적분 함수는 더할 값을 반환한다. 이 절차를 엄밀하게 만드는 것은 현재 연구의 주제가 되는 과제를 제기한다.
범함수 적분은 영국 수학자 퍼시 존 다니엘의 1919년 논문에서 처음 등장하였으며 노버트 위너는 1921년 브라운 운동에 관한 논문에서 절정에 달하는 일련의 연구에서 범함수 적분을 다루었다. 그들은 입자의 무작위 경로에 확률을 할당하기 위한 엄밀한 방법(현재 위너 측도으로 알려짐)을 개발했다. 리처드 파인만은 계의 양자 역학적 속성을 계산하는 데 유용한 또 다른 함수 적분인 경로 적분을 개발했다. 파인만 경로 적분에서 입자의 고유한 궤적이라는 고전적 개념은 고전적 특성에 따라 가중치가 다르게 부여된 고전적 경로의 무한한 합으로 대체된다.
범함수 적분은 이론 물리학에서 양자화 기술의 핵심이다. 범함수 적분의 대수적 특성은 양자 전기역학 및 입자물리학의 표준 모형에서 특성을 계산하는 데 사용되는 급수를 개발하는 데 사용된다.

## 범함수 적분
표준적인 리만 적분은 {\displaystyle x}값의 연속 범위에 대해 함수 {\displaystyle f(x)}를 합산하는 반면, 함수 적분은 함수 {\displaystyle f}들의 연속 범위(또는 공간)에 대해 "함수의 함수"로 생각할 수 있는 범함수 {\displaystyle G[f]}를 합산한다.). 대부분의 범함수 적분은 정확하게 계산할 수 없지만 근사적 계산을 할 수 있다. 범함수 적분의 공식적인 정의는 다음과 같다.{\displaystyle \int G[f]\;{\mathcal {D}}[f]\equiv \int _{\mathbb {R} }\cdots \int _{\mathbb {R} }G[f]\prod _{x}df(x)\;.}그러나 대부분의 경우 함수 {\displaystyle f(x)}는 다음과 같은 무한 급수의 직교 함수 {\displaystyle f(x)=f_{n}H_{n}(x)}로 작성할 수 있다. 그러면 정의는 {\displaystyle \int G[f]\;{\mathcal {D}}[f]\equiv \int _{\mathbb {R} }\cdots \int _{\mathbb {R} }G(f_{1};f_{2};\ldots )\prod _{n}df_{n}\;,}가 된다. 적분은 대문자 {\displaystyle {\mathcal {D}}}와 범함수의 적분으로 표시된다. 때때로 인수는 대괄호 {\displaystyle {\mathcal {D}}[f]}로 작성된다. 이는 범함수 적분 측도가 함수에 따라 다름을 나타낸다.

## 예
대부분의 범함수 적분은 실제로 무한하지만 종종 관련된 두 범함수 적분의 몫의 극한은 유한할 수 있다. 정확하게 계산할 수 있는 범함수 적분은 일반적으로 다음 가우스 적분으로 시작한다.
{\displaystyle {\frac {\displaystyle \int \exp \left\lbrace -{\frac {1}{2}}\int _{\mathbb {R} }\left[\int _{\mathbb {R} }f(x)K(x;y)f(y)\,dy+J(x)f(x)\right]dx\right\rbrace {\mathcal {D}}[f]}{\displaystyle \int \exp \left\lbrace -{\frac {1}{2}}\int _{\mathbb {R} ^{2}}f(x)K(x;y)f(y)\,dx\,dy\right\rbrace {\mathcal {D}}[f]}}=\exp \left\lbrace {\frac {1}{2}}\int _{\mathbb {R} ^{2}}J(x)\cdot K^{-1}(x;y)\cdot J(y)\,dx\,dy\right\rbrace \,,}
여기서 {\displaystyle K(x;y)=K(y;x)}. 이것을 {\displaystyle J(x)}에 대해 범함수로 미분하고 0으로 설정하면 이것은 {\displaystyle f}로 이뤄진 단항식을 곱한 지수가 된다. 이를 확인하기 위해 다음 표기법을 사용하겠다.
{\displaystyle G[f,J]=-{\frac {1}{2}}\int _{\mathbb {R} }\left[\int _{\mathbb {R} }f(x)K(x;y)f(y)\,dy+J(x)f(x)\right]dx\,\quad ,\quad W[J]=\int \exp \lbrace G[f,J]\rbrace {\mathcal {D}}[f]\;.}
이 표기법을 사용하면 첫 번째 방정식을 다음과 같이 작성할 수 있다.
{\displaystyle {\dfrac {W[J]}{W[0]}}=\exp \left\lbrace {\frac {1}{2}}\int _{\mathbb {R} ^{2}}J(x)K^{-1}(x;y)J(y)\,dx\,dy\right\rbrace .}
이제 범함수 미분을 {\displaystyle W[J]}의 정의로 가져간다. 그런 다음 {\displaystyle J=0}에서 계산하면 다음을 얻는다:
{\displaystyle {\dfrac {\delta }{\delta J(a)}}W[J]{\Bigg |}_{J=0}=\int f(a)\exp \lbrace G[f,0]\rbrace {\mathcal {D}}[f]\;,}
{\displaystyle {\dfrac {\delta ^{2}W[J]}{\delta J(a)\delta J(b)}}{\Bigg |}_{J=0}=\int f(a)f(b)\exp \lbrace G[f,0]\rbrace {\mathcal {D}}[f]\;,}
이는 예상한 결과이다. 또한 첫 번째 방정식을 사용하면 다음과 같은 유용한 결과에 도달한다.
{\displaystyle {\dfrac {\delta ^{2}}{\delta J(a)\delta J(b)}}\left({\dfrac {W[J]}{W[0]}}\right){\Bigg |}_{J=0}=K^{-1}(a;b)\;;}
이러한 결과를 종합하고 원래 표기법으로 뒷받침하면 다음과 같다.
{\displaystyle {\frac {\displaystyle \int f(a)f(b)\exp \left\lbrace -{\frac {1}{2}}\int _{\mathbb {R} ^{2}}f(x)K(x;y)f(y)\,dx\,dy\right\rbrace {\mathcal {D}}[f]}{\displaystyle \int \exp \left\lbrace -{\frac {1}{2}}\int _{\mathbb {R} ^{2}}f(x)K(x;y)f(y)\,dx\,dy\right\rbrace {\mathcal {D}}[f]}}=K^{-1}(a;b)\,.}
또 다른 유용한 적분은 범함수 델타 함수이다.
{\displaystyle \int \exp \left\lbrace \int _{\mathbb {R} }f(x)g(x)dx\right\rbrace {\mathcal {D}}[f]=\delta [g]=\prod _{x}\delta {\big (}g(x){\big )},}
제약 조건을 지정하는 데 유용하다. 함수 적분은 그라스만 값 함수 {\displaystyle \psi (x)}에 대해서도 수행할 수 있다. 어디 {\displaystyle \psi (x)\psi (y)=-\psi (y)\psi (x)} 이는 페르미온 과 관련된 계산을 위한 양자 전기역학에서 유용하다.

## 경로 적분에 대한 접근
적분 공간이 경로( ν = 1)로 구성되는 범함수 적분은 여러 가지 방법으로 정의할 수 있다. 정의는 두 가지로 나뉜다. 위너 이론에서 파생된 구성은 측도를 기반으로 적분을 생성하는 반면 파인만의 경로 적분을 따르는 구성은 그렇지 않다. 이 두 가지 광범위한 구분 내에서도 적분은 동일하지 않다. 즉, 다른 함수족에 대해 다르게 정의된다.

### 위너 적분
위너 적분에서 확률은 브라운 운동 경로들의 족에 할당된다. 족는 주어진 시간에 공간의 작은 영역을 통과하는 것으로 알려진 경로 {\displaystyle w}로 구성된다. 서로 다른 공간 영역을 통과하는 경로는 서로 독립적이라고 가정하고 브라운 경로의 두 지점 사이의 거리는 시간 {\displaystyle t}와 확산 상수 {\displaystyle D}에 따라 달라지는 분산으로 가우스 분포인 것으로 가정한다.
{\displaystyle \Pr {\big (}w(s+t),t\mid w(s),s{\big )}={\frac {1}{\sqrt {2\pi Dt}}}\exp \left(-{\frac {\|w(s+t)-w(s)\|^{2}}{2Dt}}\right).}
경로족에 대한 확률은 한 지역에서 시작하여 다음 지역에 있을 확률을 곱하여 찾을 수 있다. 위너 측도는 많은 작은 영역의 극한을 고려하여 만들 수 있다.
- 이토 미적분과 스트라토노비치 미적분

### 파인만 적분
- 트로터 공식 또는 리 곱 공식 .
- 윅 회전의 캑 아이디어.
- x-점-점-제곱 또는 i S[x] + x-점-제곱을 사용한다.
- Cartier DeWitt–Morette는 측도보다는 적분자에 의존한다.

### 레비 적분
- 분수 양자 역학
- 분수 슈뢰딩거 방정식
- 레비 과정
- 분수 통계 역학

## 같이 보기
- 가우스 범함수 적분
- 위너 과정
- 파인만 경로 적분
- 안장점 근사

## 더 읽어보기
- Jean Zinn-Justin (2009), Scholarpedia 4(2):8674.
- Kleinert, Hagen, Path Integrals in Quantum Mechanics, Statistics, Polymer Physics, and Financial Markets, 4th edition, World Scientific (Singapore, 2004); Paperback ISBN 981-238-107-4 (also available online: PDF-files)
- Laskin, Nick (2000). “Fractional quantum mechanics”. 《Physical Review E》 62 (3): 3135–3145. arXiv:0811.1769. Bibcode:2000PhRvE..62.3135L. doi:10.1103/PhysRevE.62.3135. PMID 11088808. S2CID 15480739.
- Laskin, Nick (2002). “Fractional Schrödinger equation”. 《Physical Review E》 66 (5): 056108. arXiv:quant-ph/0206098. Bibcode:2002PhRvE..66e6108L. doi:10.1103/PhysRevE.66.056108. PMID 12513557. S2CID 7520956.
- “Integral over trajectories”. 《Encyclopedia of Mathematics》 (영어). Springer-Verlag. 2001. ISBN 978-1-55608-010-4.
- O. G. Smolyanov, E. T. Shavgulidze. Continual integrals. Moscow, Moscow State University Press, 1990. (in Russian). http://lib.mexmat.ru/books/5132
- Victor Popov, Functional Integrals in Quantum Field Theory and Statistical Physics, Springer 1983
- Sergio Albeverio, Sonia Mazzucchi, A unified approach to infinite-dimensional integration, Reviews in Mathematical Physics, 28, 1650005 (2016)